# Jan-Magnus Jansson
Jan-Magnus Jansson, född 24 januari 1922 i Helsingfors, död där 29 november 2003, var en finländsk statsvetare och politiker (SFP). 

## Biografi
Jansson var professor i allmän statslära vid Helsingfors universitet 1954–74 och kansler för Åbo Akademi 1985–91. Han var partiordförande i Svenska folkpartiet (SFP) 1966–73 och i Kalevi Sorsas första regering var han handels- och industriminister 1 januari 1973–30 september 1974. Jansson var sitt partis kandidat i presidentvalet 1982 och fick 11 elektorsröster.
Jansson var chefredaktör för Hufvudstadsbladet 1974–1987.
Jansson har också skrivit flera böcker, bland annat om Finlands grundlag och några diktsamlingar.
Han är begravd på Sandudds begravningsplats i Helsingfors.

## Priser och utmärkelser
- 1993 – Svenska Akademiens Finlandspris
- 1993 – Tollanderska priset